# Насір ад-дін Нусрат-шах

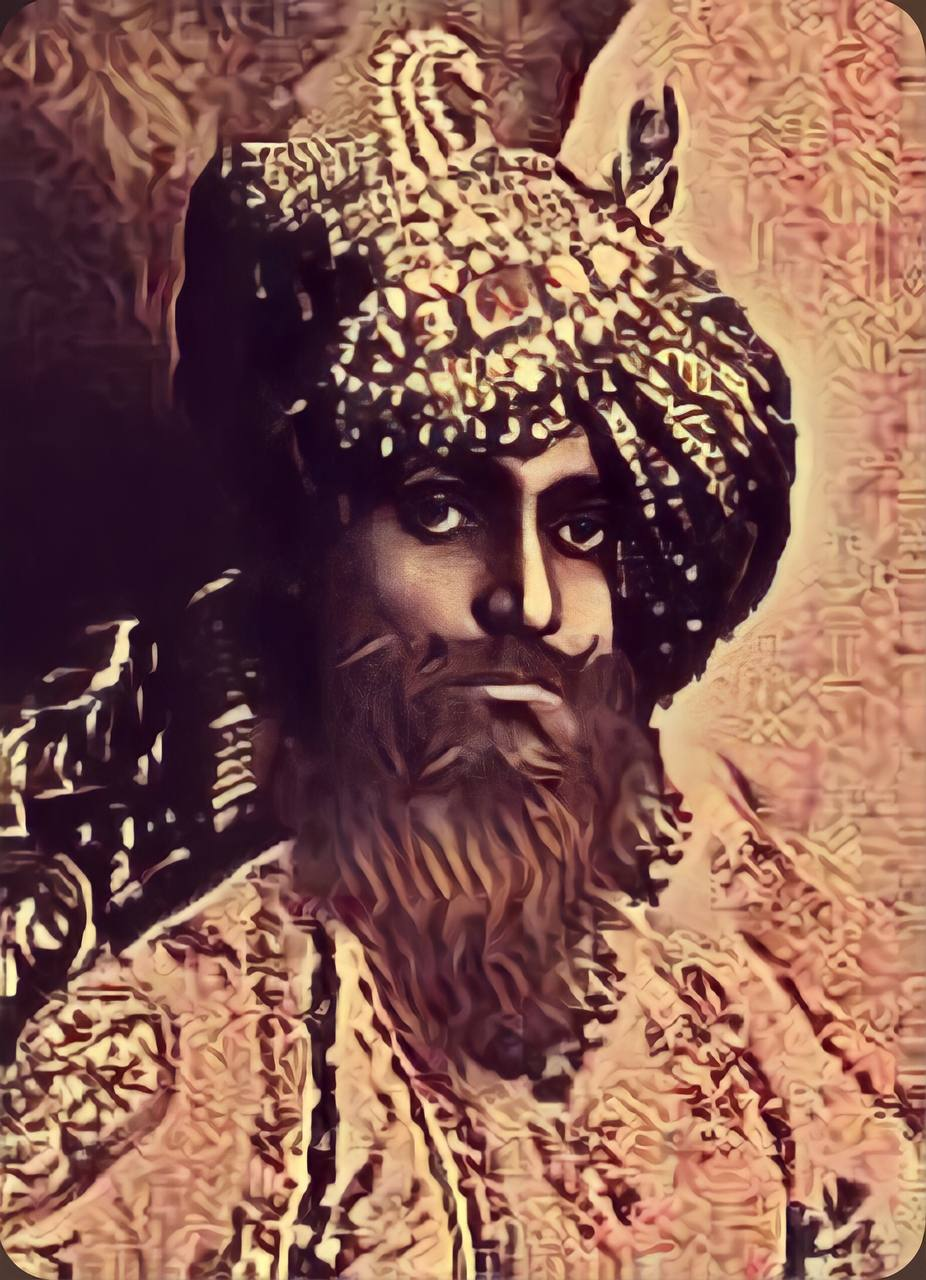
Сучасний концептуальний твір із зображенням Насір ад-дін Нусрат-шах

Насір ад-дін Нусрат-шах (перс. ناصر الدین نصرت شاه, бенг. নাসিরউদ্দীন নুসরত শাহ; д/н —1533) — султан Бенгалії у 1519—1533 роках. З його часу починається політичне ослаблення держави.

## Життєпис
Син Хусейн-шаха. Замолоду звався Алі Шах. Одружився з донькою делійського султана Ібрагіма Лоді. 1519 року посів трон, прийнявши ім'я Насір ад-дін Нусрат-шах. З самого початку стикнувся з повстанням в провінції Камата, яку втратив протягом декількох років. Там постала династія Куч. Боротьба з нею тривала до самої смерті султана, але марно.

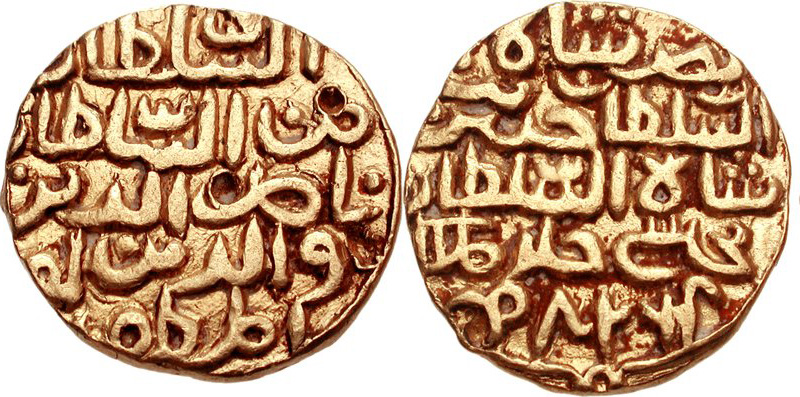
Золотий динар Нусрат-шаха

З 1526 року головною загрозою розглядав кабульського еміра Бабура, що захопив Делі. Надав прихисток Махмуду Лоді, братові Ібрагіма Лоді. 1527 року прийняв посольство від Бабура. У відповідь Нусрат-шах ув'язнив посланця. Однак пізніше вирішив укласти мирну угоду, тому звільнив могольського посланця, якого відправив з подарунками до Бабура.
Втім таємно підтримував афганських емірів на чолі із Шер Шахом Сурі та Султан Джалал ад-Діном, які все більше стали дошкуляти моголам. У відповідь 1529 року, намагаючись завдати поразки афганцям, Бабур рушив в бік Бенгалії, захопив Тірхут і Буксар. після цього став вимагати від Нусрат-шаха пропустити свої війська до волоіднь, де отаборився Махмуд Лоді. Отримавши відмову моголи рушили проти бенгальського війська, якому 6 травня того ж року в битві на річці Ґхаґхара завдали тяжкої поразки, незважаючи на те, що перед тим султан встиг об'єднатися з Махмудом Лоді і афганськими емірами. наслідком стала втрата усього Біхару. Протистояння в Раджастані та Малаві змусили Бабура припинити наступ в бік Бенгалії.
В подальшому зберігав мирні відносини з Великими Моголами, оскільки йому довелося воювати проти ахомського володаря Сухунгмунга і Мінбіна, володаря держави М'яу-У. Бенгальский полководець Турбак-хан не зміг підкорити Ахом та державу Куч. Також протягом 1532—1533 років втратив більшу частину східних володінь на користь Мінбіна, зокрема Читтагонг і Дакку. 1533 року його було вбито під час відвідування моили Хусейн-шаха. Трон перебрав син Ала ад-дін Фіруз-шах II.

## Будівництво
Намагався відновити Халіфатабад, де заснував монетний двір. 1526 року завершив будівництво мечеті Баро Шона в міста Гауда (Лахнауті).